# Syrine Ebondo

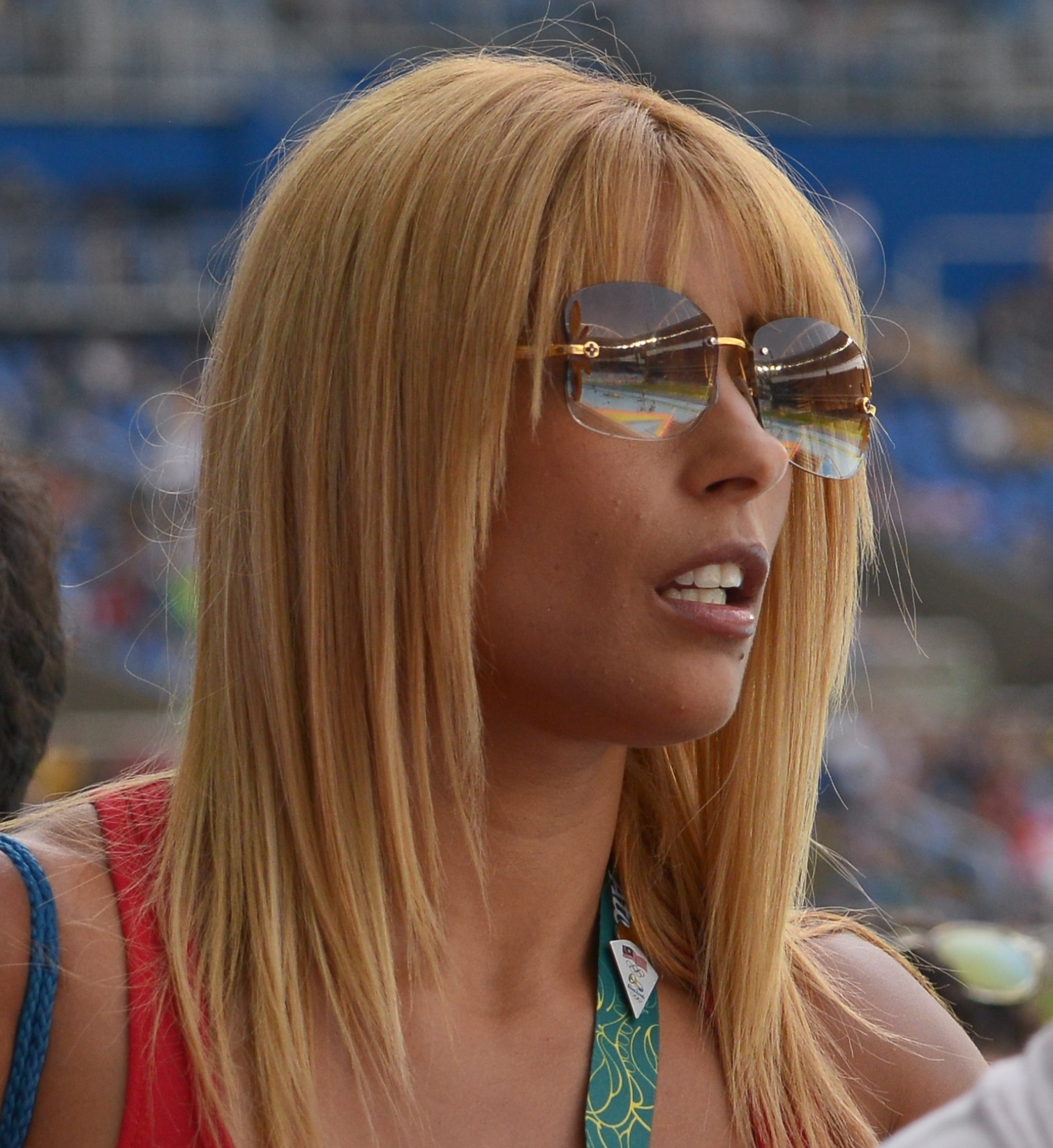
Syrine Ebondo, 2016

Syrine Ebondo (geb. Balti; * 31. Oktober 1983) ist eine tunesische Stabhochspringerin.
2000 in Algier wurde sie die erste Afrikameisterin im Stabhochsprung.
2002 verteidigte sie ihren Titel bei den Afrikameisterschaften in Tunis und wurde Sechste beim Leichtathletik-Weltcup in Madrid. Einem Sieg bei den Afrikameisterschaften 2004 in Brazzaville folgte 2005 Silber bei den Spielen der Frankophonie. Im Jahr darauf verteidigte sie bei den Afrikameisterschaften 2006 in Brazzaville zum dritten Mal in Folge ihren Titel und wurde Siebte beim Weltcup in Athen.
Nach einer mehrjährigen Wettkampfpause triumphierte sie bei den Afrikameisterschaften 2012 in Porto-Novo. Bei den Spielen der Frankophonie 2013 gewann sie Bronze. 2014 holte sie bei den Afrikameisterschaften in Marrakesch ihren sechsten kontinentalen Titel und wurde Siebte beim Continentalcup in Marrakesch.
2015 siegte sie bei den Afrikaspielen in Brazzaville.

## Persönliche Bestleistungen
- Stabhochsprung: 4,21 m, 10. August 2006, Bambous (ehemaliger tunesischer Rekord)
  - Halle: 4,23 m, 8. Februar 2014, Nizza (tunesischer Hallenrekord)